# Aigueblanche
Aigueblanche – miejscowość i dawna gmina we Francji, w regionie Owernia-Rodan-Alpy, w departamencie Sabaudia. W 2016 roku populacja ówczesnej gminy wynosiła 3292 mieszkańców. 
W dniu 1 stycznia 2019 roku z połączenia trzech ówczesnych gmin – Aigueblanche, Le Bois oraz Saint-Oyen – powstała nowa gmina Grand-Aigueblanche. Siedzibą gminy została miejscowość Aigueblanche. 